# Euaspa milionia
Euaspa milionia är en fjärilsart som beskrevs av William Chapman Hewitson 1869. Euaspa milionia ingår i släktet Euaspa och familjen juvelvingar. Inga underarter finns listade i Catalogue of Life.

## Bildgalleri

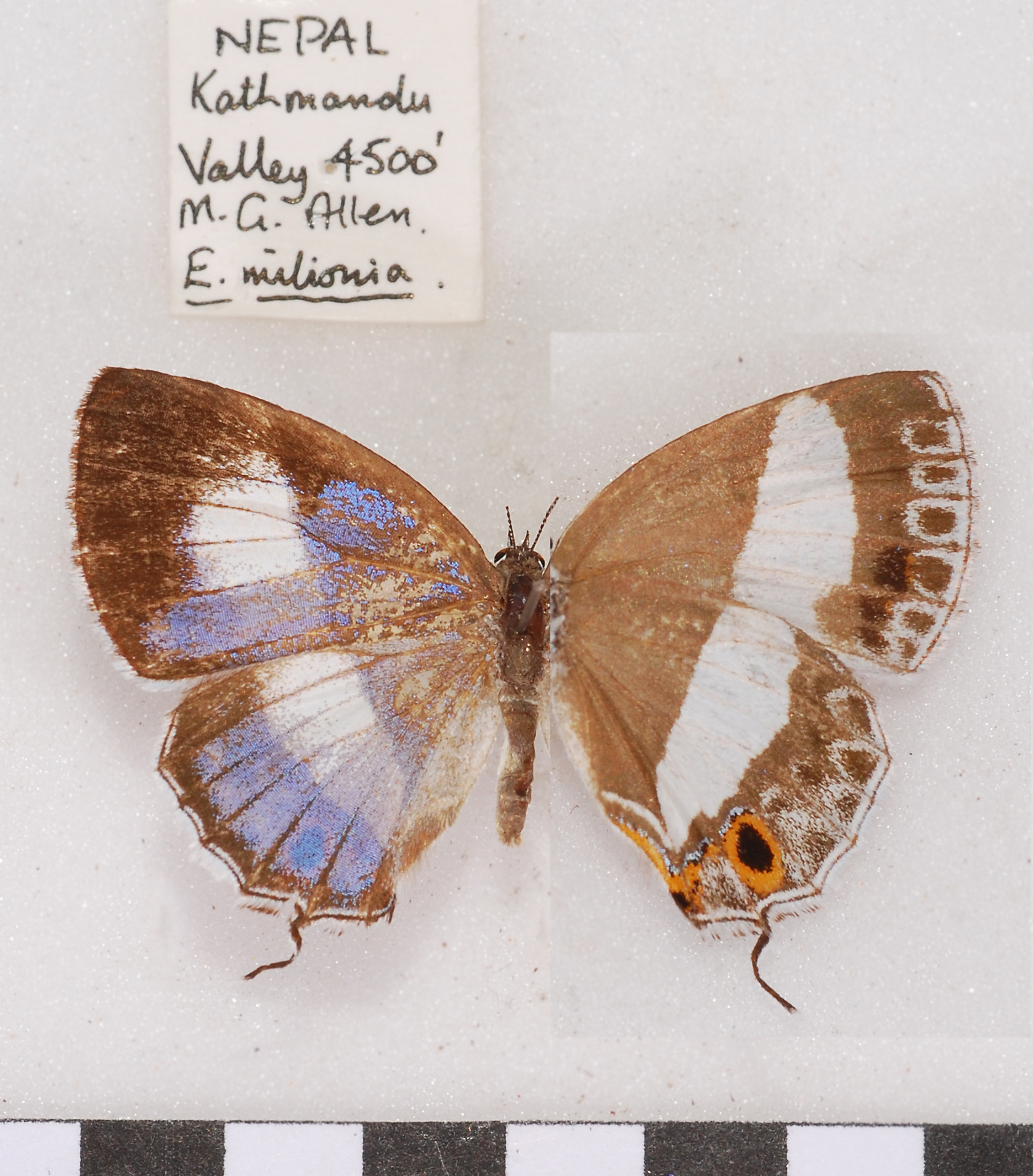
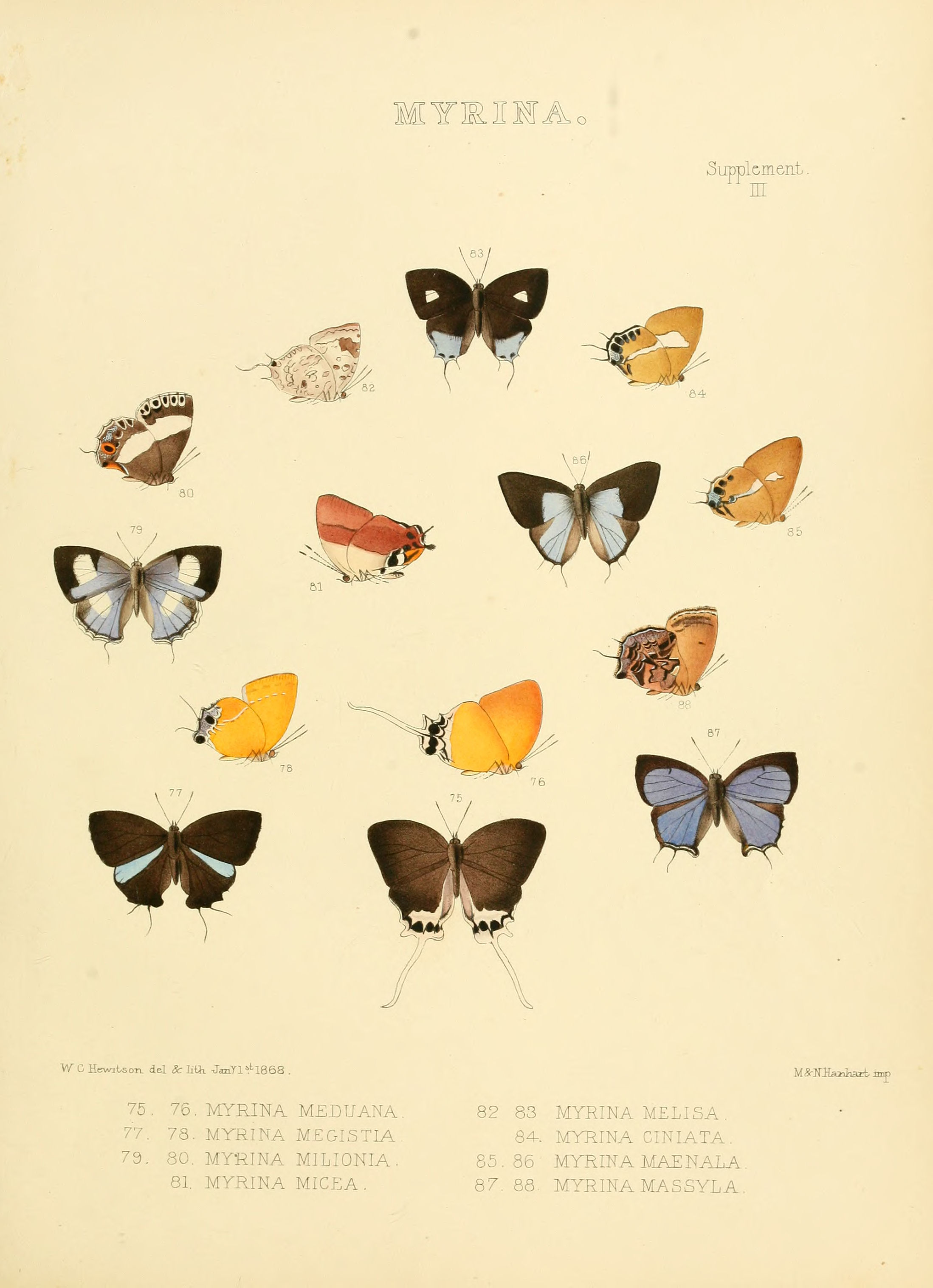